# Alois Alzheimer
Aloysius Alois Alzheimer (Marktbreit, Baviera, 14 de junio de 1864-Breslavia, Polonia, 19 de diciembre de 1915) fue un psiquiatra alemán que identificó por primera vez la neuropatología de lo que luego se conocería como enfermedad de Alzheimer. Los observó en una paciente que vio en 1901, y publicó en 1907 los descubrimientos que hizo al examinar post mortem su cerebro.

## Biografía
Alzheimer asistió a las universidades de Tubinga, Berlín y Wurzburgo, donde se licenció en Medicina en 1887. Al año siguiente estuvo cinco meses asistiendo a enfermas mentales, antes de ocuparse de una consulta en un asilo mental de Frankfurt. Allí conoció al neurólogo Franz Nissl (1860-1919). Gran parte del trabajo de Alzheimer en patología cerebral se basa en el método de Nissl, que consistía en una tinción con anilinas (azul de toluidina) de las secciones histológicas.
Fue cofundador y copublicador de la revista Zeitschrift für die gesamte Neurologie und Psychiatrie. No escribió nunca una obra en solitario.
En diciembre de 1915, Alzheimer enfermó durante un viaje en tren a Breslavia. Probablemente le afectó una infección de estreptococo que le provocó fiebre e insuficiencia renal. Murió a los 51 años de un ataque al corazón.

## Auguste Deter

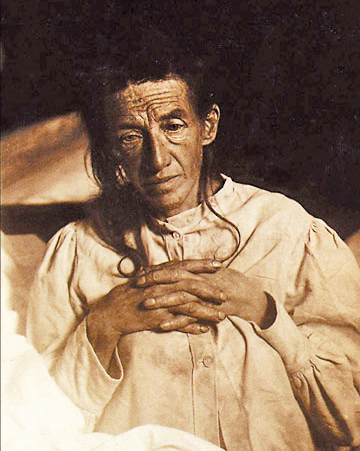
La paciente Auguste Deter.

El 25 de noviembre de 1901, Alzheimer se reunió con la paciente que lo haría famoso: Auguste Deter. Su marido la había llevado al hospital por los cambios drásticos que ella había experimentado en un año. Se había convertido en celosa de las cosas más simples en el hogar que ya no podía realizar, veía objetos ocultos, se sentía perseguida y molestada por vecinos fastidiosos.
Los registros médicos de Auguste Deter en 1906 en los archivos del hospital psiquiátrico en Fráncfort son los siguientes:
Alzheimer registró como siempre los primeros datos y conclusiones. Le preguntó:

―¿Cuál es su nombre de pila?

―Auguste.

―¿Apellido?

―Auguste [debería haber respondido Deter].

―¿Quién es su esposo?

Auguste Deter vacila, y a continuación responde:

―Creo que... Auguste.

―¿Su esposo?

―Oh.

―¿Qué edad tiene?

―51.

―¿Dónde vive?

―¡Oh, usted ya estaba con nosotros!

―¿Está usted casada?

―Oh, estoy muy confundida.

―¿Dónde está usted ahora?

―Aquí y en todas partes, aquí y ahora, no me culpe.

―¿Dónde está?

―Todavía estamos viviendo.

―¿Dónde está su cama?

―¿Dónde debería estar?

Se suspende la sesión, y la mujer almuerza carne de cerdo y coliflor. Sigue la entrevista:

―¿Qué quiere comer?

―Espinacas.

―¿Qué está comiendo ahora?

―Yo solo como patatas, y después rábanos.

―Escriba un cinco [eine Fünf]

―Ella escribe «una mujer» [eine Frau].

―Escriba un ocho [eine Acht].

Ella escribe «Auguste». Al escribir, dice varias veces: «He perdido, por así decirlo».

## Algunas publicaciones
- Alzheimer, Alois: «Über eine eigenartige Erkrankung der Hirnrinde», en Allg. Zschr. Psychiat., 64. (págs. 146-148). Georg Reimer: Berlín, 1907.
- Alzheimer, Alois. Der Krieg und die Nerven. Breslau: Preuß & Jünger, 1915.
- Alzheimer (Múnich) : << Ueber eine eigenartige Erkrankung der Hinrinde >> Centralblatt für Nervenheilkunde und Psychiatrie, 1 März 1907, , seiten 177, 178 und 179